# Fachinformationszentrum Chemie
Das Fachinformationszentrum Chemie GmbH (FIZ CHEMIE) war bis Juni 2013 ein Informations- und Dokumentationszentrum für die chemische Fachwelt. Das FIZ Chemie hatte seinen Sitz in Berlin.
Seine Hauptaufgabe war, Informationsdienstleistungen im Bereich der Chemie und angrenzender Wissenschaften staatlichen Stellen, Hochschulen, der Industrie sowie der Öffentlichkeit zur Verfügung zu stellen. Dazu wurde Fachliteratur gesammelt, wissenschaftlich ausgewertet, digitalisiert und anschließend zu elektronischen und gedruckten Informationsdiensten verarbeitet.

## Geschichte
Das FIZ Chemie wurde am 11. Dezember 1981 im Rahmen des ersten Regierungsprogramms zur Förderung der Information und Dokumentation (IuD-Programm) gegründet.
Hervorgegangen ist es aus der ehemaligen GDCh-Abteilung „Chemie-Information und -Dokumentation Berlin“, die ihrerseits aus der Westredaktion des 1969 eingestellten Chemischen Zentralblatts entstand. Dieses erste wissenschaftliche Referateorgan wurde 1830 als Pharmaceutisches Central-Blatt in Leipzig gegründet.

## Zahlen und Fakten
Das FIZ CHEMIE wurde bis zum 31. Dezember 2012 im Rahmen der Erfüllung seiner satzungsgemäßen Aufgaben als Infrastruktureinrichtung innerhalb der Wissenschaftsgemeinschaft Gottfried Wilhelm Leibniz (institutionell) gefördert.
Gesellschafter des FIZ Chemie sind die Bundesrepublik Deutschland, repräsentiert durch das BMBF, das Land Berlin (stellvertretend für alle Bundesländer) und die drei deutschen Chemie-Fachgesellschaften Gesellschaft Deutscher Chemiker e. V. (GDCh), die Forschungsgesellschaft Kunststoffe e. V. (FGK) und die Gesellschaft für Chemische Technik und Biotechnologie e. V. (DECHEMA).
Das FIZ Chemie hatte etwa 65 Mitarbeiter, davon waren etwa zwei Drittel Wissenschaftler. Das Institut war bis 2011 nach DIN EN ISO 9001:2008 zertifiziert.

## Leistungsspektrum

### Datenbanken
Das FIZ Chemie produzierte Datenbanken im Bereich der Synthesechemie und der thermophysikalischen Stoffdaten.
Der ChemInform lieferte Abstracts zu bewerteten Artikeln aus Fachzeitschriften der Bereiche organische und metallorganische Chemie, Anorganik und physikalische Chemie. Eine Suche in den Reaktionsschemata des ChemInform wurde durch die Reaktionen-Datenbank ChemInform RX (CIRX) ermöglicht. Eine Teilmenge des ChemInform RX ist die Datenbank Current Synthetic Methodology (CSM), welche generelle Methoden für die organische Synthese enthält.
SPORE (Solid Phase Organic REactions) ist eine Datenbank für Synthesewege über Polymer-gebundene organische Verbindungen mit Daten zu einzelnen Reaktionen.
Infotherm ist eine Datenbank mit thermophysikalischen Experimentaldaten von industriell wichtigen Stoffgemischen und Reinstoffen sowie bibliographischen Informationen zu den jeweiligen Literaturquellen.

### Retrodigitalisierung
Das FIZ Chemie hat das Chemische Zentralblatt digitalisiert und in eine Volltextdatenbank überführt. Ursprünglich als „Pharmaceutisches Central-Blatt“ gegründet und später mehrfach umbenannt, war das Chemische Zentralblatt von 1830 bis 1969 das wichtigste Nachschlagewerk der Chemie.

### Lern- und Ausbildungssysteme
Chemgaroo ist ein E-Learning-System für den Chemieunterricht sowie für die berufliche Aus- und Weiterbildung in der chemischen und pharmazeutischen Industrie. Es ist hervorgegangen aus dem BMBF-Leitprojekt „Vernetztes Studium – Chemie“, an dem 16 Arbeitsgruppen aus 13 Hochschulen beteiligt waren.

### Suchmaschinen
Das FIZ Chemie entwickelt eine eigene Suchmaschinentechnologie, zum Beispiel für den ChemGuide, eine fachspezifische Suchmaschine für im Web veröffentlichte Fachinformation zur Chemie und ihrer angrenzenden Gebiete.

### Fachportale
Die Informations- und Wissensplattform Chem.de ist ein gemeinsames Angebot des FIZ Chemie, der Gesellschaft Deutscher Chemiker e. V. (GDCh) und der Technischen Informationsbibliothek (TIB) Hannover. Chem.de soll die Informationsversorgung und den wissenschaftlichen Austausch fördern.
GetInfo ist eine Kooperation der deutschen Fachinformationszentren und der Technischen Informationsbibliothek Hannover mit dem Ziel der Informationsversorgung für Technik und Naturwissenschaften. GetInfo stellt Literaturnachweise aus Naturwissenschaften und Technik bereit, bietet den Zugriff auf elektronische Volltexte und liefert Kopien gedruckter Volltexte aus Zeitschriften, Büchern, Konferenzberichten, Reports und Hochschulschriften.

## Leitung
Seit 2012 ist der Rechtsanwalt Christian Köhler-Ma Geschäftsführer des FIZ Chemie. René Deplanque hat das FIZ Chemie von 1994 bis 2011 geleitet. Von 1981 bis 1994 war Christian Weiske Leiter der Einrichtung.

## Abwicklung
Am 16. März 2011 empfahl der Senat der Leibniz-Gemeinschaft Bund und Ländern die Beendigung der gemeinsamen Förderung des Berliner Fachinformationszentrums Chemie (FIZ Chemie). Das FIZ Chemie hätte sich nach Aussage des Senats strategisch neu positionieren müssen, „um auf dem sich rasant entwickelnden Fachinformationsmarkt bestehen zu können“. Es sei eine Neuausrichtung zu zögerlich angegangen. Im November 2011 beschlossen der Aufsichtsrat und die Gesellschafterversammlung von FIZ Chemie den Rückzug der bisherigen Eigentümer aus Bund und Land sowie die Abwicklung von FIZ Chemie. Das FIZ Chemie sollte zum Verkauf ausgeschrieben werden. Die Abwicklung wird durch einen neuen Geschäftsführer administriert. Am 30. Januar 2012 erschien im Bundesanzeiger die Bekanntmachung zur Veräußerung der Beteiligungen des Landes Berlin und des Bundes am FIZ Chemie.
Am 8. Januar 2013 wurde bekannt, dass das FIZ Chemie in Teilen vom Verlag Wiley-VCH übernommen und ansonsten abgewickelt wird. Am 1. Januar 2013 wurde eine Transfergesellschaft gegründet, aus der ein Teil der ursprünglichen Belegschaft des FIZ CHEMIE zu Wiley-VCH wechseln konnte.  Nach einer Mitteilung des Verlags Wiley-VCH vom 15. Januar 2013 wird der Verlag nach einem Erwerb der Rechte an den FIZ Chemie-Angeboten künftig einige der Dienste weiterführen und auf dem Informationsmarkt anbieten. Es konnten ca. 30 der ursprünglich 65 Arbeitsplätze gerettet werden.